# Arthur Bliss Lane
Arthur Bliss Lane (ur. 16 czerwca 1894 w Brooklynie, zm. 12 sierpnia 1956 w Nowym Jorku lub Waszyngtonie) – amerykański dyplomata (1917–1947), ambasador USA w Polsce (1945–1947).

## Życiorys
W latach 1917–1919 – sekretarz ambasady USA w Rzymie, w roku 1919 – sekretarz placówki amerykańskiej w Warszawie, kierowanej przez Hugh S. Gibsona, w 1920 – w Londynie, gdzie pracował jako sekretarz kolejno pod kierownictwem ambasadorów: J.W. Davisa, a później G.B. Horneya. Z Londynu miał zostać przeniesiony do Buenos Aires, lecz stan zdrowia jego małżonki (Cornelia Thayer Baldwin) spowodował, iż przeniesiono go do Berna w Szwajcarii, gdzie A. Bliss Lane pracował u boku Josepha C. Grewa. Wraz z awansem Grew na stanowisko Sekretarza Stanu w 1923 roku również A. Bliss Lane wrócił do Waszyngtonu.
Zarówno Sumner Welles, z którym Bliss Lane prowadził ożywioną korespondencję, jak i sam Franklin Delano Roosevelt nazywali młodego dyplomatę, jakim był wówczas Bliss Lane, po prostu: „Arthurem”. Jego późniejsza droga szybkiego awansu po szczeblach dyplomatycznej kariery obejmowała placówki w Europie oraz w Ameryce Południowej. W roku 1933 A. Bliss Lane został mianowany posłem amerykańskim w Nikaragui, gdzie zaangażował się przeciwko zamiarom obalenia rządu Juana Bautisty Sacasy. Trzy lata później, w roku 1936, z tym samym tytułem reprezentował USA w krajach bałtyckich: Litwie, Łotwie i Estonii. Rok później znalazł się już w Jugosławii. W roku 1941 pod jego opiekę przeszła placówka w Kostaryce, zaś w 1942 Lane został mianowany ambasadorem USA w Kolumbii.
W 1949 roku wraz z amerykańskim dziennikarzem Juliusem Epsteinem założył Amerykański Komitet do Zbadania Zbrodni Katyńskiej.

## Ambasador USA w Polsce
Został mianowany przez Roosevelta ambasadorem USA przy Rządzie RP na uchodźstwie w Londynie 21 września 1944 roku, jednak wobec wkroczenia Armii Czerwonej na teren Polski nigdy w tej roli do Londynu nie pojechał, zgodnie z zaleceniem przełożonych oczekując na dalszy rozwój sytuacji w Waszyngtonie.
Ambasador bez ambasady starał się pozyskać jak najwięcej informacji nie tylko o Polsce, ale i o amerykańskich planach jej dotyczących. Gdy 7 czerwca 1944 roku z amerykańskim prezydentem o sprawach polskich rozmawiał Stanisław Mikołajczyk, 20 listopada swoje 5 minut (dosłownie) z Rooseveltem otrzymał również Bliss Lane. Tak później wspominał przebieg tej rozmowy:
„Powiedziałem, że w mojej opinii bardzo istotnym byłoby wywieranie nacisku na rząd sowiecki, by podtrzymać niezależność Polski i dodałem, że jeśli nie zademonstrujemy naszej siły w chwili, gdy mamy największą armię, marynarkę i siły powietrzne na świecie, a prezydent otrzymał właśnie kolejny mandat od swojego społeczeństwa – nie wiem czy kiedykolwiek będziemy silniejsi. Na co prezydent odpowiedział ostro i z nutą sarkazmu – „Czy chcesz bym poszedł na wojnę z Rosją?” Odpowiedziałem, że nie to miałem na myśli, lecz to, by przyjąć ostrą linię i z niej nie schodzić, wówczas, miałem tego pewność, osiągnęlibyśmy nasze cele. Jednak prezydent miał inną wizję wolnej Polski. Powiedział, że ma pełne zaufanie do słów Stalina i ma pewność, iż ten się z nich nie wycofa”.

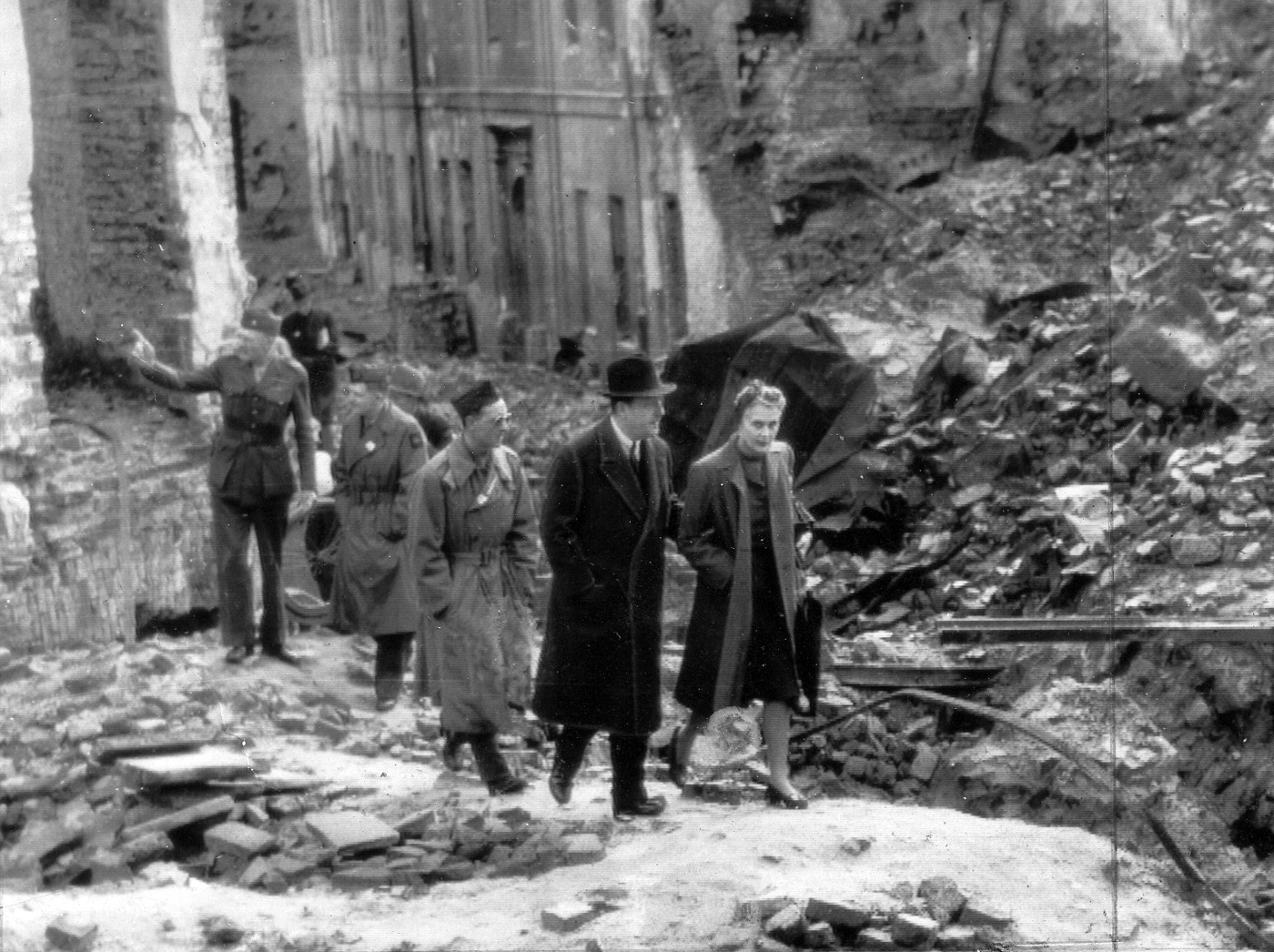
Ambasador Lane w ruinach Warszawy

13 lutego, a więc tuż po zakończeniu obrad konferencji jałtańskiej, podsekretarz stanu Joseph C. Grew wydał oświadczenie oznajmiające, że Arthur Bliss Lane w dalszym ciągu pozostanie w Waszyngtonie, oczekując na dalszy rozwój sytuacji. 5 kwietnia 1945 roku Bliss Lane wystosował memorandum do Edwarda Stettiniusa, w którym rekomendował informowanie amerykańskiej opinii publicznej o pogorszeniu się stosunków amerykańsko-sowieckich, zwłaszcza w kwestii polskiej. Po śmierci Roosevelta, jego następca potwierdził nominację Blissa Lane’a na stanowisko ambasadora USA w Polsce. 4 lipca Bliss Lane, który usilnie zabiegał o spotkanie z nowym sekretarzem stanu – Jamesem F. Byrnesem, został przez niego przyjęty. Bliss Lane wyszedł ze spotkania rozczarowany, jako że nie otrzymał sposobności omówienia z własnym przełożonym „jednego z najbardziej drażliwych tematów stojących przed USA”, i to w przededniu konferencji poczdamskiej. Jeszcze bardziej upokarzające dla Blissa Lane’a okazało się kolejne spotkanie z J. Byrnesem w Paryżu 6 lipca 1945 roku. Zaczepiony przed hotelem przez ambasadora sekretarz stanu miał mu odpowiedzieć zniecierpliwiony, zamykając drzwi samochodu: „Słuchaj Arthur, te rzeczy po prostu mnie nie interesują. Nie chcę, by zawracano mi nimi głowę”.
Do Warszawy amerykański dyplomata przybył dopiero 1 sierpnia 1945 roku, po drodze z własnej inicjatywy zatrzymując się na nocleg w Poczdamie, gdzie trwały obrady konferencji wielkiej trójki. Lane przebywał w Polsce od 1 sierpnia 1945 do 24 lutego 1947 roku, przez cały ten okres kierując pracami ambasady ulokowanej w pokojach warszawskiego hotelu Polonia. Szczegółowy opis tego okresu znajduje się w publikowanych wspomnieniach ambasadora I saw Poland betrayed: An American ambassador reports to the American people, wydanych w 1948 r., które zostały przetłumaczone i wydane nakładem wydawnictwa Krąg w 1984 roku pt. Widziałem Polskę zdradzoną.
Spośród zagadnień podejmowanych przez ambasadora, które stanowiły także o charakterze relacji dwustronnych amerykańsko-polskich najistotniejszymi były: wybory parlamentarne, które zgodnie z zapisami Jałty i Poczdamu miało cechować „wolne i nieskrępowane” głosowanie, problem udzielenia Tymczasowemu Rządowi Jedności Narodowej kredytów w wysokości 90 milionów dolarów, rekompensata za znacjonalizowane mienie amerykańskie, zwolnienie z więzień osób deklarujących amerykańskie obywatelstwo, a także swoboda relacjonowania wydarzeń w Polsce przez amerykańskich dziennikarzy.
W dniu 19 stycznia 1947 roku, wspólnie z ambasadorem brytyjskim Victorem Cavendish-Bentinckiem, Bliss Lane zorganizował 16 zespołów obserwujących przebieg głosowania na obszarze Polski. W wyniku tej akcji do Waszyngtonu i Londynu trafiły obszerne raporty, w oparciu o które bez cienia wątpliwości uznano, iż wybory w Polsce były pogwałceniem postanowień z Jałty i Poczdamu, gdyż cechowały je „przemoc i oszustwo”.

## Na własną prośbę
Po powrocie do USA (sam poprosił o dymisję) Bliss Lane odszedł ze służby dyplomatycznej i zajął się publicystyką, podejmując głównie zagadnienia dotyczące losu Polski. W latach 1947–1956 Arthur Bliss Lane był członkiem, a nierzadko honorowym przewodniczącym takich organizacji o charakterze antykomunistycznym jak np.:
- Common Cause Inc.,
- American Commitee for the Investigation of the Katyn Massacre,
- National Commitee for a Free Europe (pol. Komitet Wolnej Europy, czuwał m.in. nad funkcjonowaniem Radia Wolna Europa, założony w 1949 roku),
- Paderewski Testimonial Fund,
- J. McGrew National Committee for Free Europe (od 1949 roku jako Committee to Stop World Communism),
- National Committee of Operation Democracy,
- Institute of Fiscal and Political Education,
- Tolstoy Foundation (od 1954 roku),
- DACOR Diplomatic and Consular Officers Retired.

Brał również udział w pracach Republican National Committee’s Foreign Language Groups. Był jednym ze sponsorów pisma The Polish Review. W archiwum dyplomaty znajduje się duża liczba artykułów prasowych świadczących o jego niemalejącym zainteresowaniu Polską aż do śmierci w 1956 roku.